# آرتور پارکین
آرتور پارکین (انگلیسی: Arthur Parkin؛ زادهٔ ۱۵ فوریهٔ ۱۹۵۲) بازیکن هاکی روی چمن اهل نیوزیلند بود.